# Zinandali (Wein)

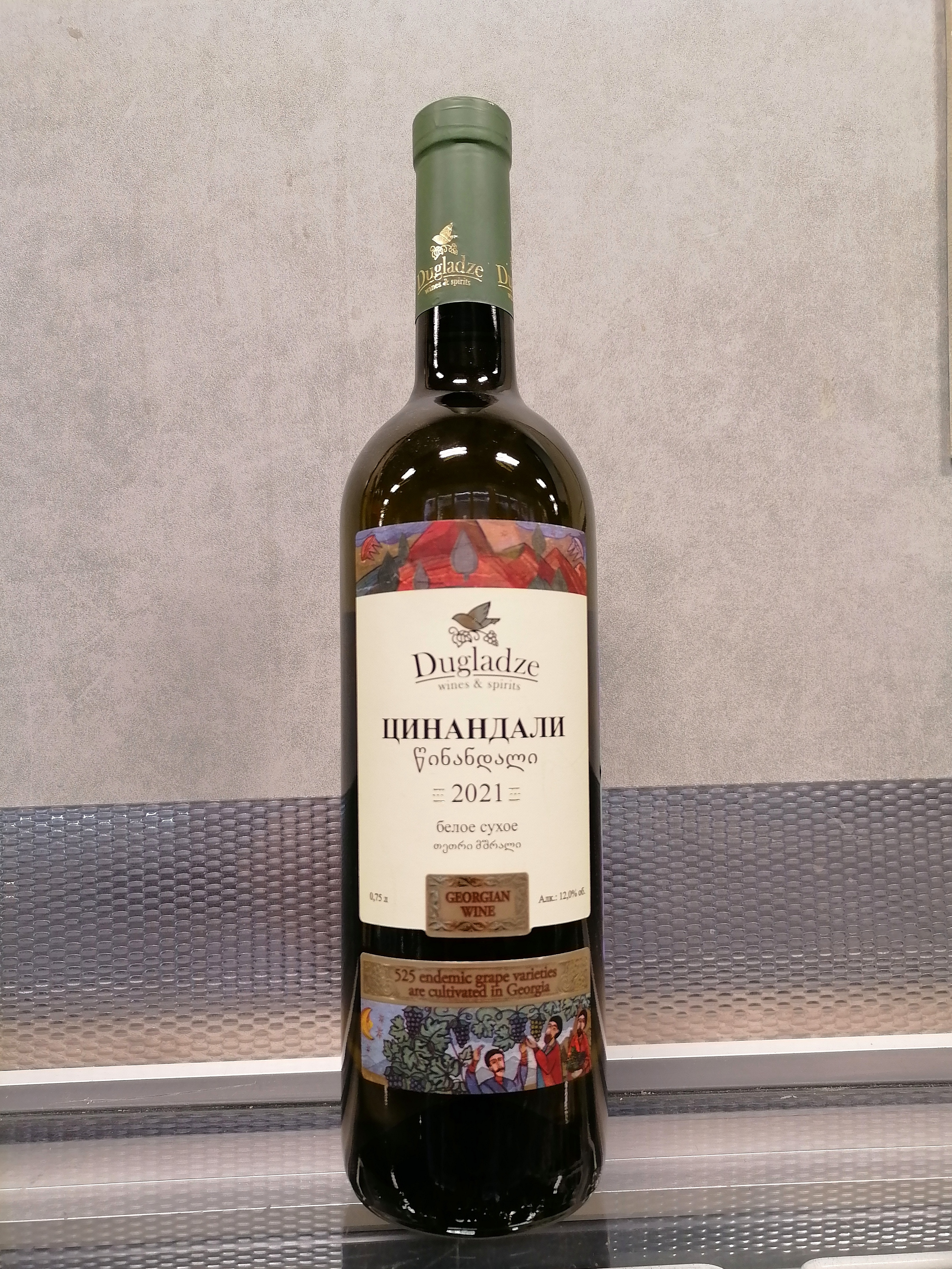

Zinandali oder auch Tsinandali (georgisch წინანდალი) ist der Markenname des bekanntesten Weißweins, der aus dem Weinbaugebiet des gleichnamigen Stadtteils von Telawi in der georgischen Region Kachetien stammt. Das Weinbaugebiet liegt im Tal des Alasani.
Er ist ein traditionsreicher Verschnitt aus den Rebsorten namens Rkaziteli (85 %) und Mzwane (15 %). Dieser Wein besitzt eine strohgelbe Farbe und wird als „trockener Weißwein“ klassifiziert. Üblicherweise lagert er mindestens zwei Jahre lang im Eichenfass, bevor er in den Handel gelangt.
Der erste Zinandali wurde im Jahr 1886 produziert.

## Geschmack
Der Zinandali besitzt eine starke, fruchtige Blume. Im Mund dominiert ein säuerlicher Geschmack. Im Finale entfaltet er eine leichte Bitterkeit, die an den Saft der Grapefruit erinnert. Aus diesem Grund wird er vor allem im Sommer als Dessertwein verwendet.